# Syngrapha
Syngrapha là một chi bướm đêm thuộc họ Noctuidae.

## Các loài
- Syngrapha abstrusa Eichlin & Cunningham, 1978
- Syngrapha aemula
- Syngrapha ain Hochenwarth, 1785
- Syngrapha alaica
- Syngrapha alias Ottolengui, 1902
- Syngrapha alpina
- Syngrapha alta
- Syngrapha altera Ottolengui, 1902
- Syngrapha alterana
- Syngrapha alticola Walker, [1858]
- Syngrapha angulidens Smith, 1891
- Syngrapha annulata
- Syngrapha arctica
- Syngrapha artica
- Syngrapha aureomaculata
- Syngrapha aureoviridis
- Syngrapha aurosignata
- Syngrapha beta
- Syngrapha borea Aurivillius, 1890 (syn: Syngrapha lula Strand, 1917)
- Syngrapha borealis
- Syngrapha celsa H. Edwards, 1881
- Syngrapha cinerea
- Syngrapha composita Warren, 1913
- Syngrapha confluens
- Syngrapha connexa
- Syngrapha conscripta
- Syngrapha cryptica Eichlin & Cunningham, 1978
- Syngrapha cuprina
- Syngrapha demaculata
- Syngrapha devergens Hübner, [1813]
- Syngrapha diasema Boisduval, 1829
- Syngrapha divergens
- Syngrapha diversisigna
- Syngrapha epigaea Grote, 1874
- Syngrapha epigaeella
- Syngrapha epsilon
- Syngrapha excelsa
- Syngrapha excelsana
- Syngrapha flammifera
- Syngrapha gammifera
- Syngrapha gilarovi Klyuchko, 1983
- Syngrapha goetschmanni
- Syngrapha groenlandica
- Syngrapha herschelensis
- Syngrapha hochenwarthi Hochenwarth, 1785
- Syngrapha ignea Grote, 1864
- Syngrapha ignifera
- Syngrapha incompleta
- Syngrapha infumata
- Syngrapha insignita
- Syngrapha interalia
- Syngrapha interrogationis Linnaeus, 1758
- Syngrapha interrupta
- Syngrapha lapponaris
- Syngrapha lula
- Syngrapha magnifica
- Syngrapha microgamma Hübner, [1823]
- Syngrapha montana Packard, 1869
- Syngrapha mortuorum
- Syngrapha nargenta
- Syngrapha nearctica
- Syngrapha norrlandica
- Syngrapha nyiwonis
- Syngrapha octoscripta Grote, 1874
- Syngrapha octosignata
- Syngrapha orbata
- Syngrapha orophila Hampson, 1908
- Syngrapha ottolenguii Dyar, 1903
- Syngrapha pallida
- Syngrapha parilis Hübner, [1809]
- Syngrapha penegalensis
- Syngrapha plusioides
- Syngrapha pyrenaica
- Syngrapha quadriplaga
- Syngrapha rectangula Kirby, 1837
- Syngrapha rilaecacuminum Varga & Ronkay, 1982
- Syngrapha rosea
- Syngrapha sachaliensis
- Syngrapha sackenii Grote, 1877
- Syngrapha selecta Walker, [1858]
- Syngrapha sierrae
- Syngrapha simplex
- Syngrapha simulans
- Syngrapha sinemaculata
- Syngrapha snowii
- Syngrapha subpurpurina
- Syngrapha surena Grote, 1882
- Syngrapha tibetana Staudinger, 1895
- Syngrapha transbaikalensis
- Syngrapha tumidisigna
- Syngrapha u-aureum Guenée, 1852
- Syngrapha vaccinii
- Syngrapha vargenteum
- Syngrapha variana
- Syngrapha viridisigma Grote, 1874
- Syngrapha viridisignata
- Syngrapha vnotata
- Syngrapha zeta

## Hình ảnh

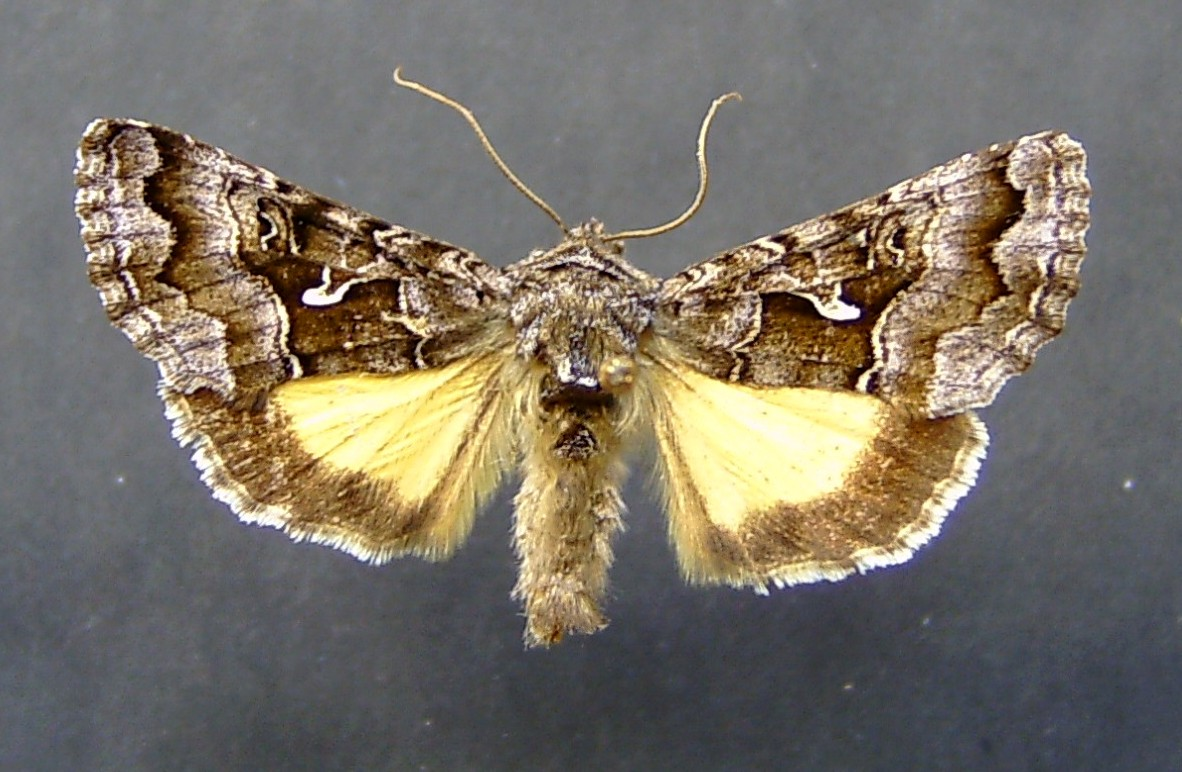
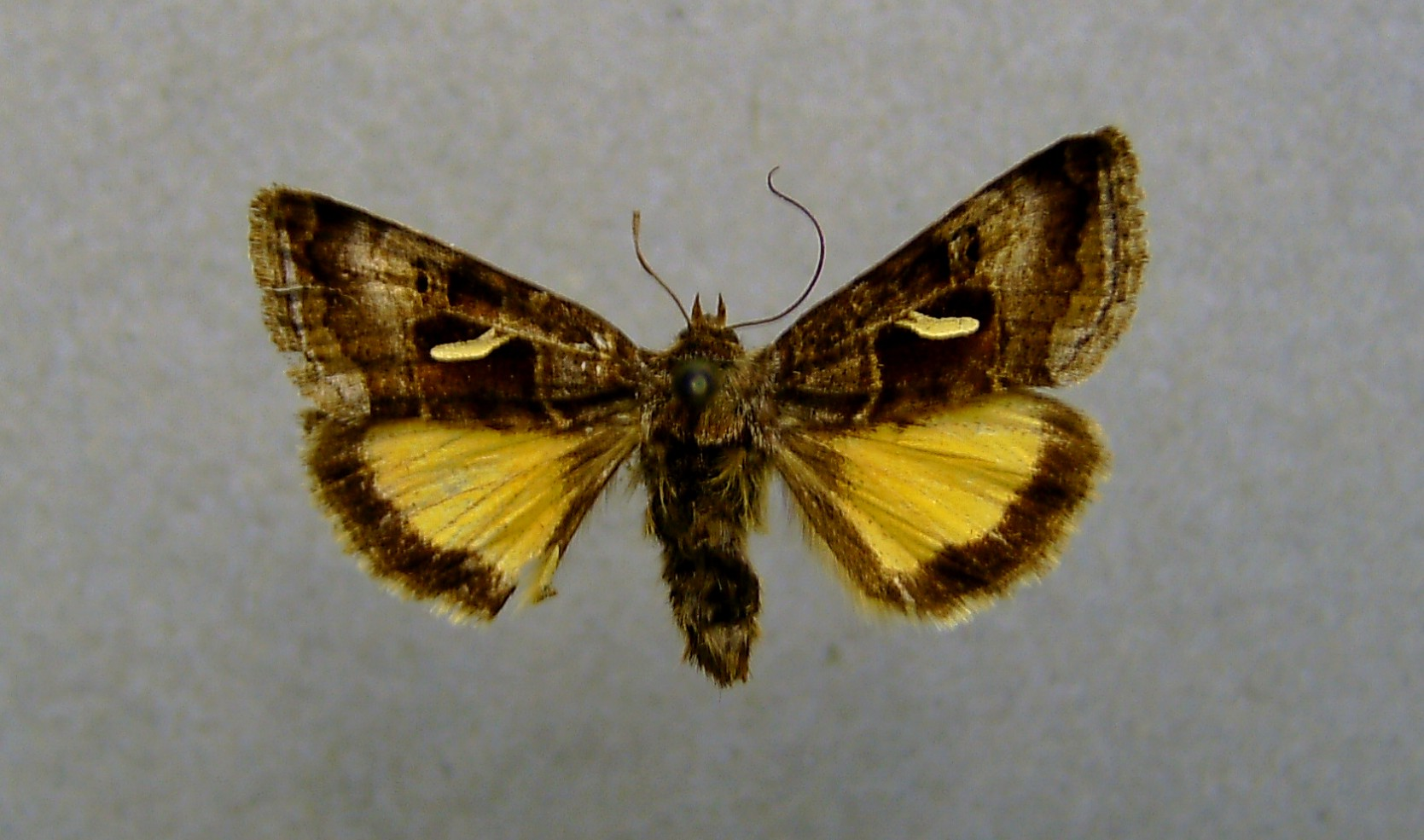